# Arnaud Calbry
Arnaud Calbry (* 17. Juni 1974 in Dieppe) ist ein französischer Handballtrainer und ehemaliger Handballspieler.

## Spielerlaufbahn

### Verein
Arnaud Calbry betrieb als Kind zunächst Schwimmen und Judo, bevor er ab 1989 im örtlichen Verein in Dieppe mit dem Handball begann. Über ES Falaise Calvados kam er 1995 zu US Dunkerque. Mit Dunkerque spielte er in der ersten französischen Liga, der Ligue Nationale de Handball (LNH). Der 1,94 m große Kreisläufer nahm mit dem Team am Euro-City-Cup und am Europapokal der Pokalsieger teil. 2002 wechselte er nach Spanien zu Portland San Antonio. Mit Portland gewann er die Supercopa Asobal und wurde Zweiter der Liga ASOBAL. In der EHF Champions League 2002/03 unterlag er in den Finalspielen Montpellier Handball. Nach nur einer Saison kehrte er nach Dunkerque zurück. International trat die Mannschaft im EHF Challenge Cup und im EHF-Pokal an. 2005 wechselte er zum Drittligisten Le Hainaut.

### Nationalmannschaft
In der französischen Nationalmannschaft debütierte Calbry am 31. Mai 2002 gegen eine katalanische Auswahl. Mit Frankreich gewann er den World Cup 2002. In seinen 18 Länderspielen erzielte der Defensivspezialist zwei Tore.

## Trainerlaufbahn
Von 2011 bis 2022 arbeitete Calbry als Assistenztrainer und Sportdirektor bei Dunkerque. Von Juni 2018 bis Oktober 2021 war er zudem Nationaltrainer Belgiens. Seit Sommer 2022 ist er Cheftrainer bei Sarrebourg HB.